# Vicksburg (Mississippi)
Vicksburg is een plaats (city) in het westen van de Amerikaanse staat Mississippi, gelegen aan de rivier de Mississippi. Het is de hoofdplaats van Warren County. Vicksburg is bekend vanwege het Beleg van Vicksburg (1863), een van de doorslaggevende gebeurtenissen van de Amerikaanse Burgeroorlog. De stad gaf zich over op 4 juli 1863.

## Demografie
Bij de volkstelling in 2000 werd het aantal inwoners vastgesteld op 26.407. In 2006 is het aantal inwoners door het United States Census Bureau geschat op 25.740, een daling van 667 (-2.5%). In 2018 werd het inwonertal geschat op 22.136.

## Geografie
Volgens het United States Census Bureau beslaat de plaats een oppervlakte van
91,4 km², waarvan 85,2 km² land en 6,2 km² water.

## Plaatsen in de nabije omgeving
De onderstaande figuur toont nabijgelegen plaatsen in een straal van 32 km rond Vicksburg.

## Geboren
- Beah Richards (1920-2000), actrice